# Wiesmann

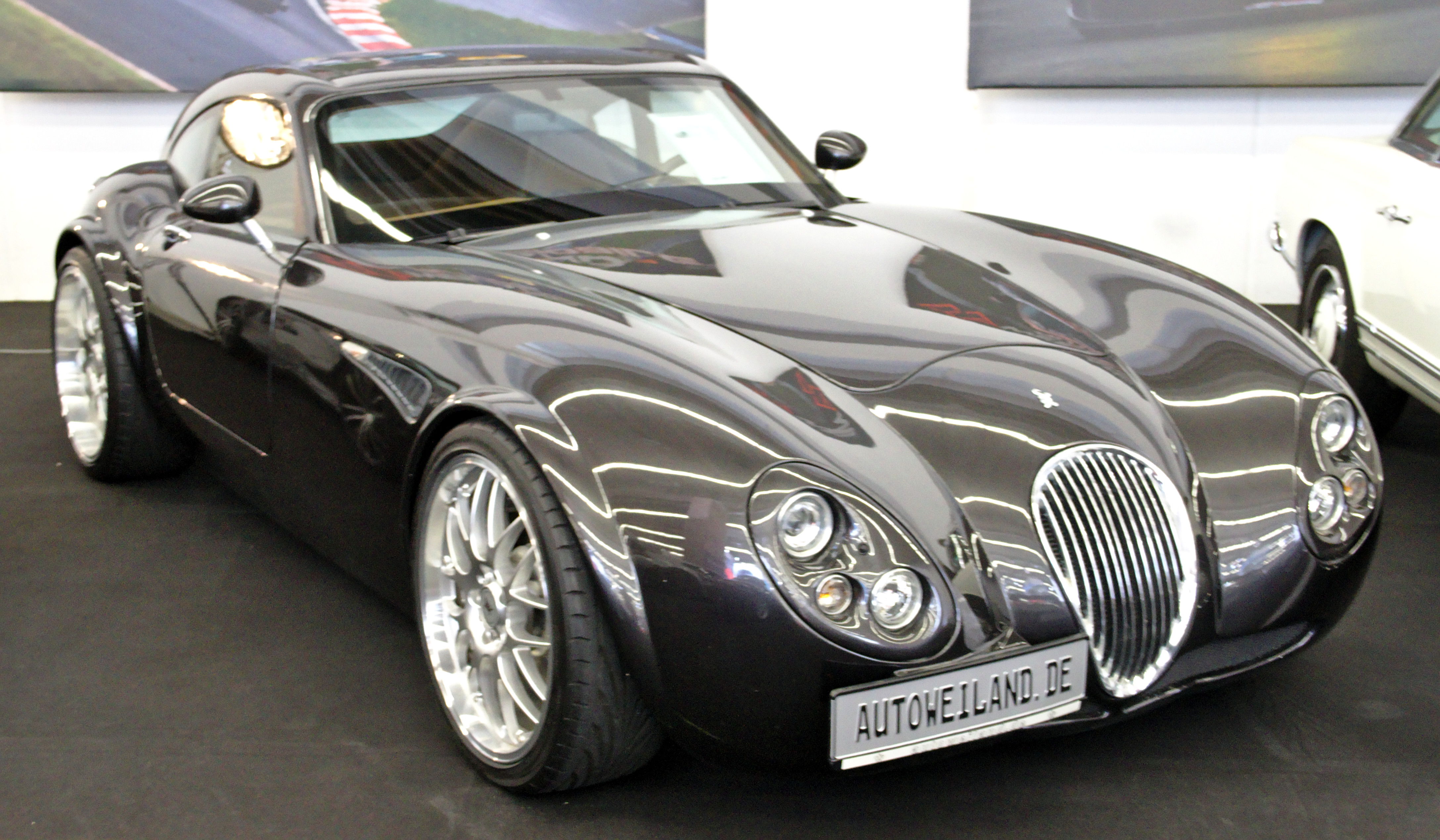
Wiesmann GT MF4

Wiesmann är en biltillverkare i Dülmen i Tyskland. 
Wiesmann grundades 1985 av bröderna Martin Wiesmann och Friedhelm Wiesmann. De tillverkade modellen Wiesmann Roadster som byggdes för hand i fabriken i Dülmen. Wiesmann Roadster blev populär som exklusiv och udda sportbil. Den baserades på BMW:s BMW M3.
Företaget gick i konkurs i maj 2014.
År 2016 förvärvades företaget av Contec Global och fortsatte att tillverka bilar under namnet Wiesmann.